# Acropora cuneata
Acropora cuneata är en korallart som först beskrevs av James Dwight Dana 1846.  Acropora cuneata ingår i släktet Acropora och familjen Acroporidae. Inga underarter finns listade i Catalogue of Life.